# Kyanid sodný
Kyanid sodný je vysoce toxická chemická sloučenina, jedná se o sůl kyseliny kyanovodíkové. Chemický vzorec je NaCN.

## Příprava
Kyanid sodný se připravuje z amidu sodného, který se zahřívá s uhlíkem za vzniku kyanamidu sodného, který se dále zahřívá s uhlíkem:
NaNH2 + C → NaCN + H2
Může se také připravit neutralizací kyseliny kyanovodíkové hydroxidem sodným:
HCN + NaOH → NaCN + H2O

## Vlastnosti
Kyanid sodný je za normálních podmínek bílá pevná látka, podobně jako cyankáli prudce jedovatý. Jeho toxicita spočívá v uvolnění kyanovodíku po reakci s kys. chlorovodíkovou, ten se poté vstřebává v plicích. Jakmile se dostane do krevního oběhu, blokuje buněčné dýchání, buňkám následně „dojde” energie. Zapáchá po hořkých mandlích, ne každý však může tento zápach cítit. Je rozpustný ve vodě a alkoholech. Velmi nebezpečný je zvláště pro vodní ekosystémy, bývá totiž zneužíván k hromadnému lovu ryb.
V kapalné podobě se likviduje oxidací pomocí chlornanu sodného při pH 12

## Použití
Kyanid sodný je velmi důležitou průmyslovou sloučeninou. Používá se totiž k získávání čistých kovů z jejich rud, např. zlata nebo stříbra. Při výrobě stříbra se nejprve na rudu nechává působit roztok kyanidu sodného, používá se též kyanid draselný, tím se stříbro z rudy převede na komplexní kyanostříbrnan, ze kterého se poté vytěsní zinkem:používá se také na kalení a cementaci oceli.
Ag2S + 4 NaCN → 2 Na[Ag(CN)2] + Na2S
2 Na[Ag(CN)2] + Zn → Na2[Zn(CN)4] + 2 Ag
Kyanid sodný spolu s ostatními kyanidy (kyanid draselný atd.) je také důležitou součástí lázní pro galvanotechniku (galvanické pokovování) – zinkování, stříbření, mosazení atd.